# Strafvollzugsgesetz (Österrike)
Strafvollzugsgesetz utfärdades den 26 mars 1969, och började gälla den 1 januari 1970. Det är den lagen som reglerar frihetsberövande i Österrike. En viktig reform kom den 11 juli 1974., då det definitivt blev förbjudet med straffarbete, i enighet med Strafgesetzbuch.
En viktig ändring av lagen vvar Vollzugsordnung für Justizanstalten (VZO) den 22 december 1995.
Lagen gäller också för de fall av ungda lagbrytare som inte omfattas av 1988 års lag om ungdomsvård.